# Manate azeri

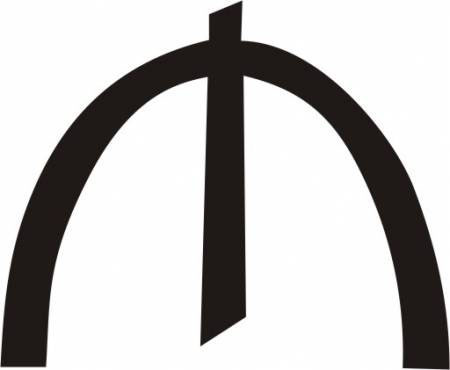
Símbolo da AZN

Manate ou mánate (AZN), oficialmente manate ou mánate azerbaijanês ou azerbaijano, (plural em português: manates ou mánates) é a moeda do Azerbaijão.
Adotada em 1 de janeiro de 2006, substituiu o antigo manate (AZM), mantendo o nome. Divide-se em 100 qəpik. Foi estabelecido que 1 novo manate é equivalente a 5 000 antigos manates. A primeira cotação da moeda foi de US$ 0,918 para 1 novo manate. A palavra manate provém do latim moneta, que significa "moeda", através do russo "монета".

## Moedas

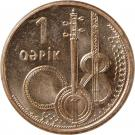
Moeda de 1 qəpik
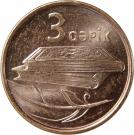
Moeda de 2 qəpik
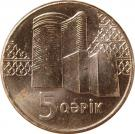
Moeda de 5 qəpik

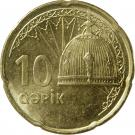
Moeda de 10 qəpik
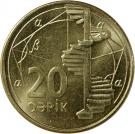
Moeda de 20 qəpik
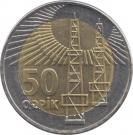
Moeda de 50 qəpik